# بنیامین کریستنسن
بنیامین کریستنسن (دانمارکی: Benjamin Christensen؛ ۲۸ سپتامبر ۱۸۷۹ – ۲ آوریل ۱۹۵۹) کارگردان فیلم و هنرپیشه اهل دانمارک بود. وی بین سال‌های ۱۹۱۱ تا ۱۹۴۲ میلادی فعالیت می‌کرد.
از مهمترین فیلم‌هایش در مقام کارگردان، هکسان و در مقام بازیگر میکل را می‌توان نام برد.